# Tiết Thành
Tiết Thành (tiếng Trung: 薛城区, Hán Việt: Tiết Thành khu) là một quận của địa cấp thị Tảo Trang, tỉnh Sơn Đông, Cộng hòa Nhân dân Trung Hoa. Quận này có diện tích 506,71 km2, dân số năm 2001 là 460.000 người. Quận Tiết Thành được chia ra thành 1 nhai đạo và 6 trấn. Đây từng là đất phong của Mạnh Thường quân , một tông thất nước Tề thời Chiến Quốc.